# Škocjan (gmina Grosuplje)
Škocjan – wieś w Słowenii, w gminie Grosuplje. 1 stycznia 2018 liczyła 91 mieszkańców.